# David Allan
David Allan (Alloa, 1744 – Edimburgo, 1796) è stato un pittore scozzese.
Trascorse un periodo in Italia (1764-1766), dove fu allievo di Gavin Hamilton.
Pur essendo profondamente legato al maestro, si trasferì (1780) a Edimburgo, dove fu pittore paesaggista ed illustratore.
Fu paragonato a William Hogarth.

## Leggende
Una leggenda avvolge questo pittore, ricordato come uno dei più grandi ritrattisti, David Allan non smise di dipingere dopo la morte.
Infatti una leggenda popolare di Edimburgo vuole che il suo ultimo ritratto sia stato fatto dopo la morte, infatti sul retro della lapide troviamo un'immagine di un volto urlante.